# Allgäubahn
Az Allgäubahn egy normál nyomtávolságú, részben kétvágányú vasútvonal Németországban München és Lindau között Buchloe, Kaufbeuren és Kempten városokon keresztül. A Buchloe-Lindau közötti szakasz része a Ludwig-Süd-Nord-Bahnnak, mely egyike Németország legrégebbi vasútvonalainak. A vonal 15 kV, 16,7 Hz-cel villamosított. A vonalon található Geltendorf a S4-es müncheni S-Bahn végállomása.

## A vonal építése
A vasútvonal több részletben nyílt meg.
A vonal villamosítása folyamatosan napirenden volt 1984 óta, de az építkezés hosszú ideig nem kezdődött el. A villamos vontatás végül 2020 decemberében, a menetrendváltással indult el. Ezzel együtt a vonal végállomása is megváltozott Lindau Hauptbahnhofról.

## Forgalom

### Regionális járatok

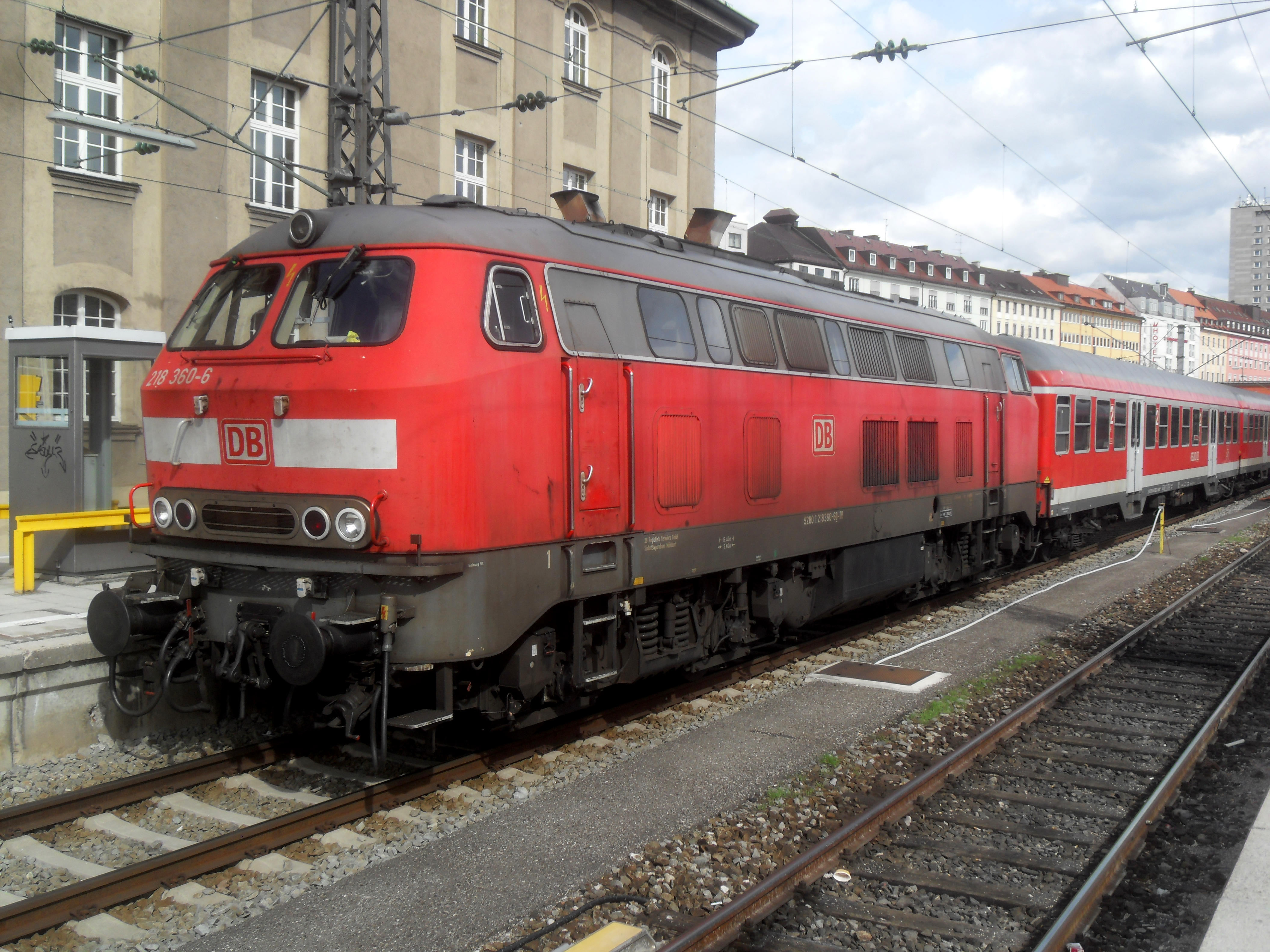
Egy Regional Expressz hamarosan indul egy DB 218 sorozatú dízelmozdonnyal München Hauptbahnhofról Kaufbeurenbe az Allgäu vonalon

Minden állomásra óránként vagy sűrűbben indulnak a járatok, kivétel Günzach, itt csak kétóránként van vonat. Az Arriva-Länderbahn-Express (ALEX) közlekedik kétóránként München és Lindau között, a vonal többi részén különböző időközönként vannak még egyéb járatok is:
- München-Geltendorf: S-Bahn járatok 20 vagy 40 percenként
- München–Buchloe: München–Memmingen minden kétórában
- München–Buchloe/Kaufbeuren minden kétórában
- München–Biessenhofen: München–Füssen minden kétórában
- Buchloe–Biessenhofen: Augsburg–Füssen minden kétórában
- München–Immenstadt: Lindauig az Arriva-Länderbahn-Express szerelvényei járnak minden második órában.
- Kempten–Immenstadt: Ulm–Oberstdorf minden kétórában
- Kempten–Lindau: Ulm–Lindau minden kétórában
- Hergatz–Lindau: Augsburg–Lindau minden kétórában (hétvégénként)
- Buchloe–Lindau: Nürnberg–Lindau vonal (négy pár) és Nürnberg–Kempten (egy pár)

## Képek

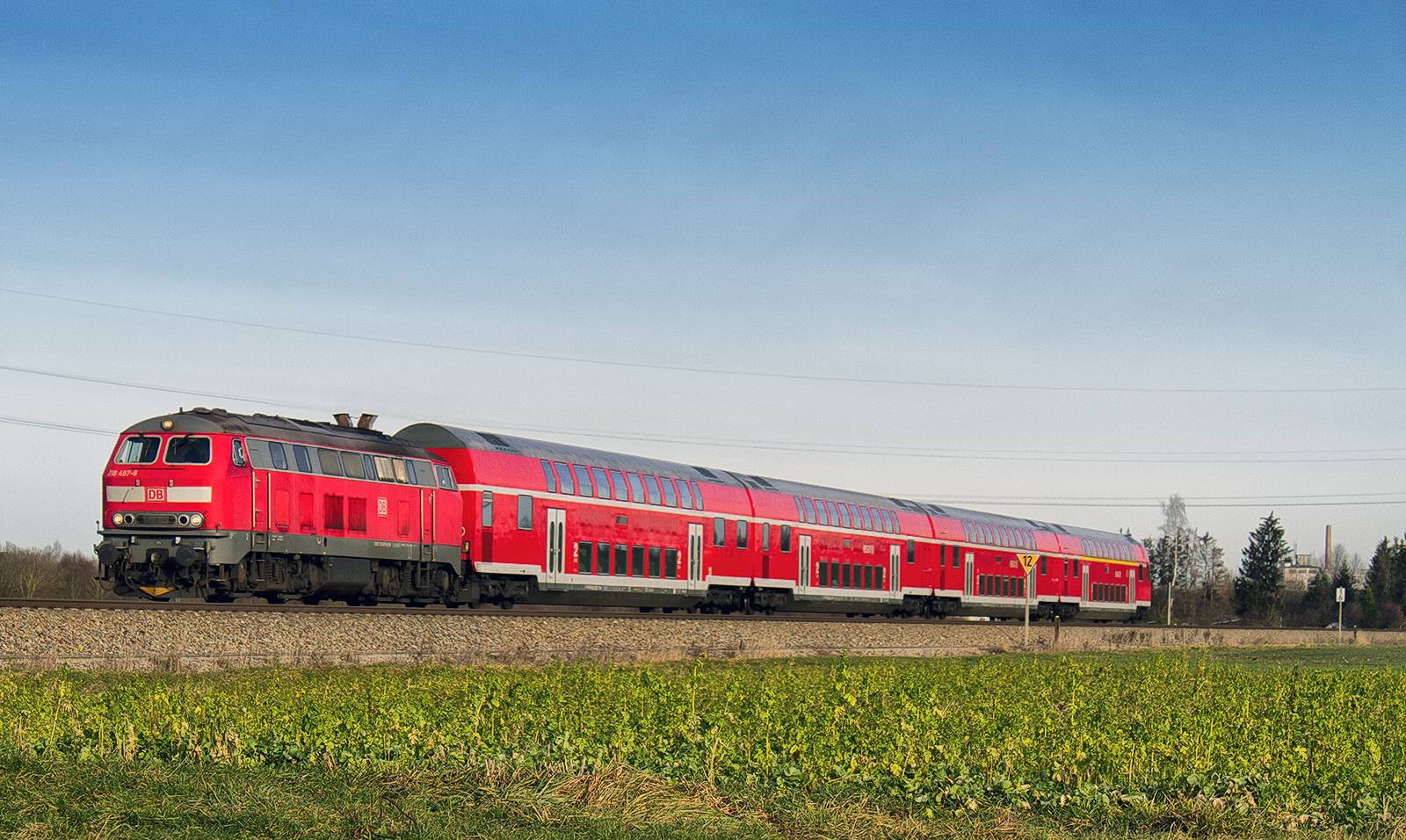
DB 218 sorozatú mozdony egy emeletes szerelvénnyel
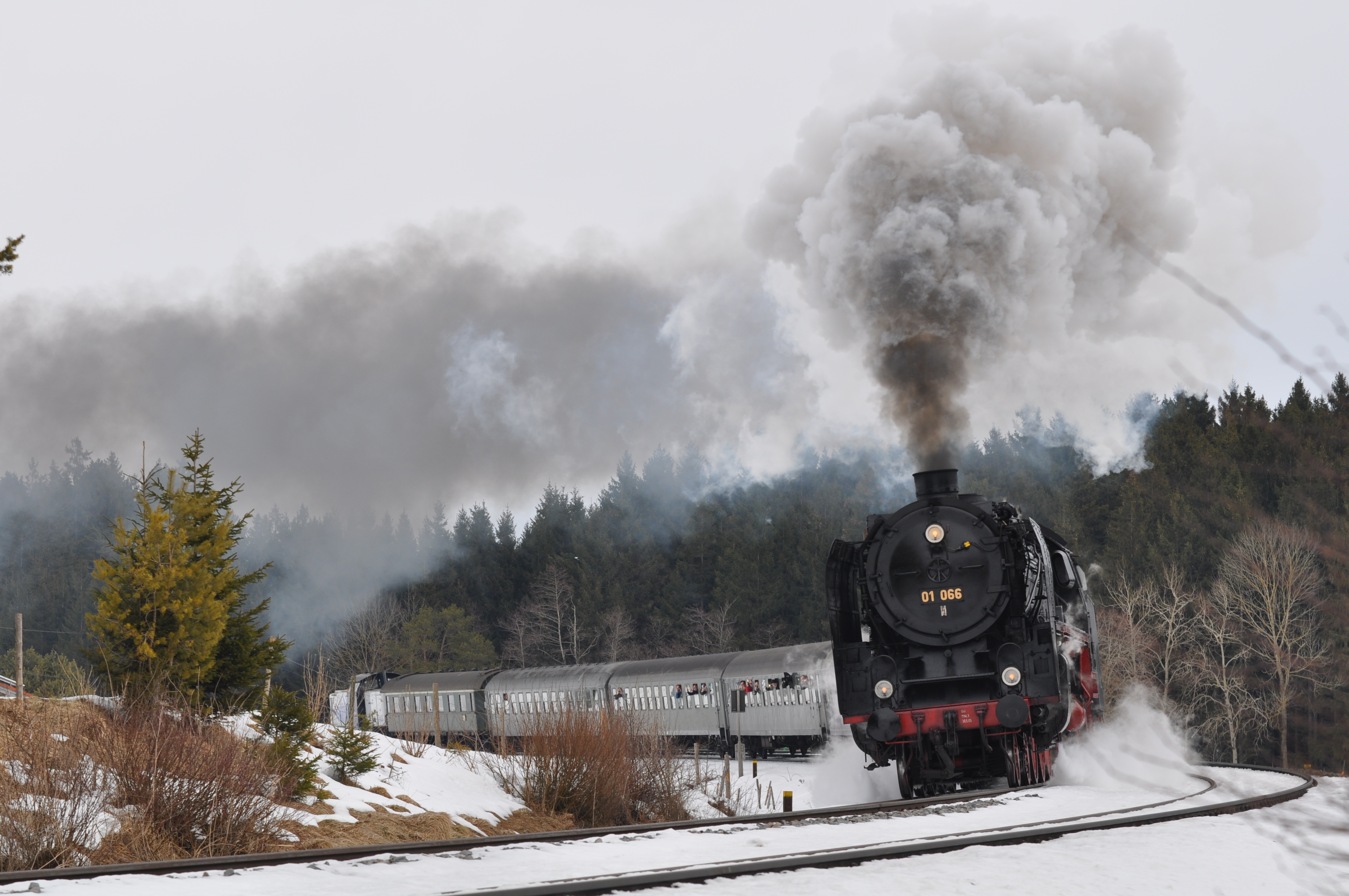
Gőzmozdonyos különvonat
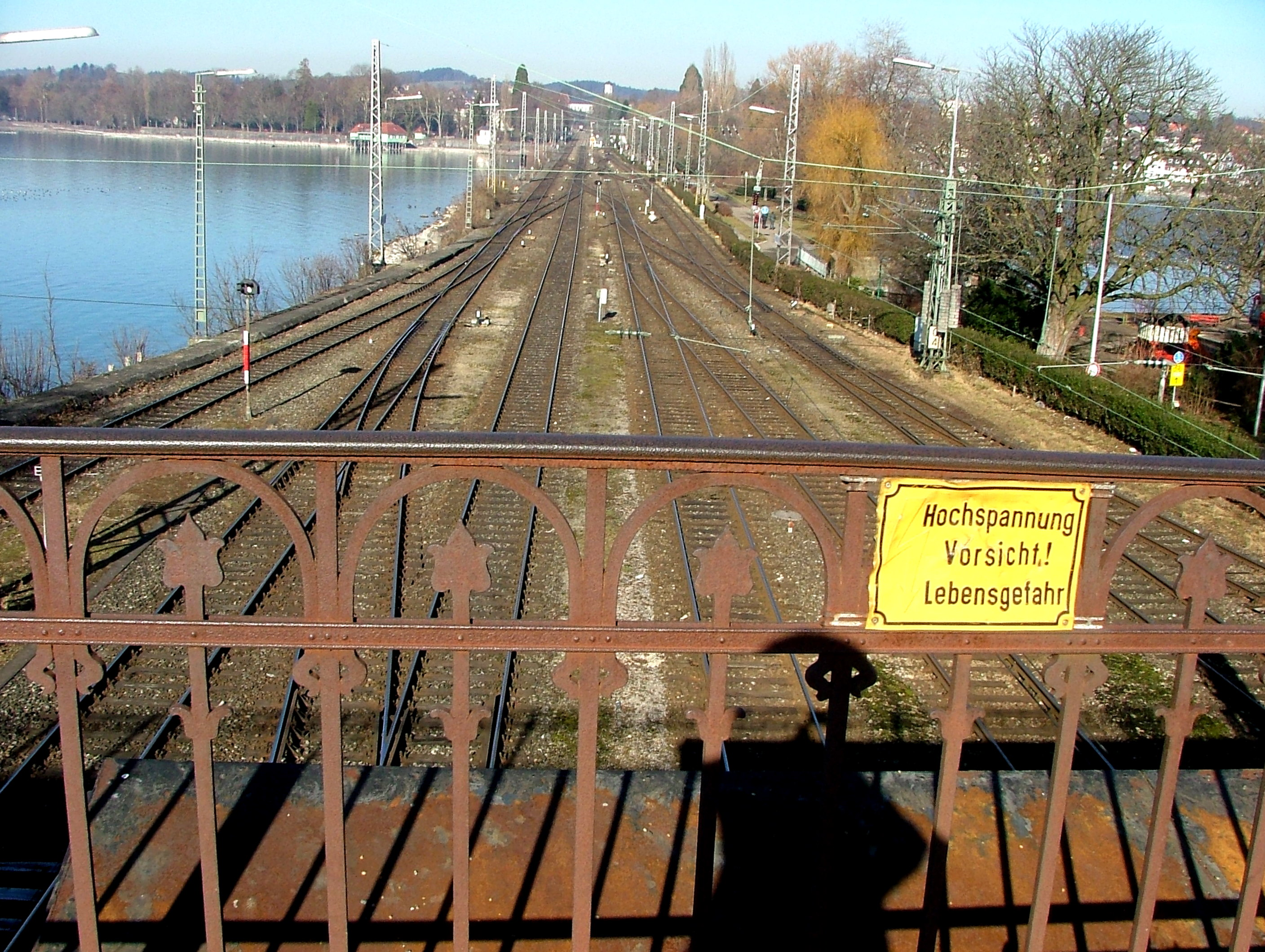
Kilátás a Bodeni-tó gátjára, melyen a vasútvonal is fut
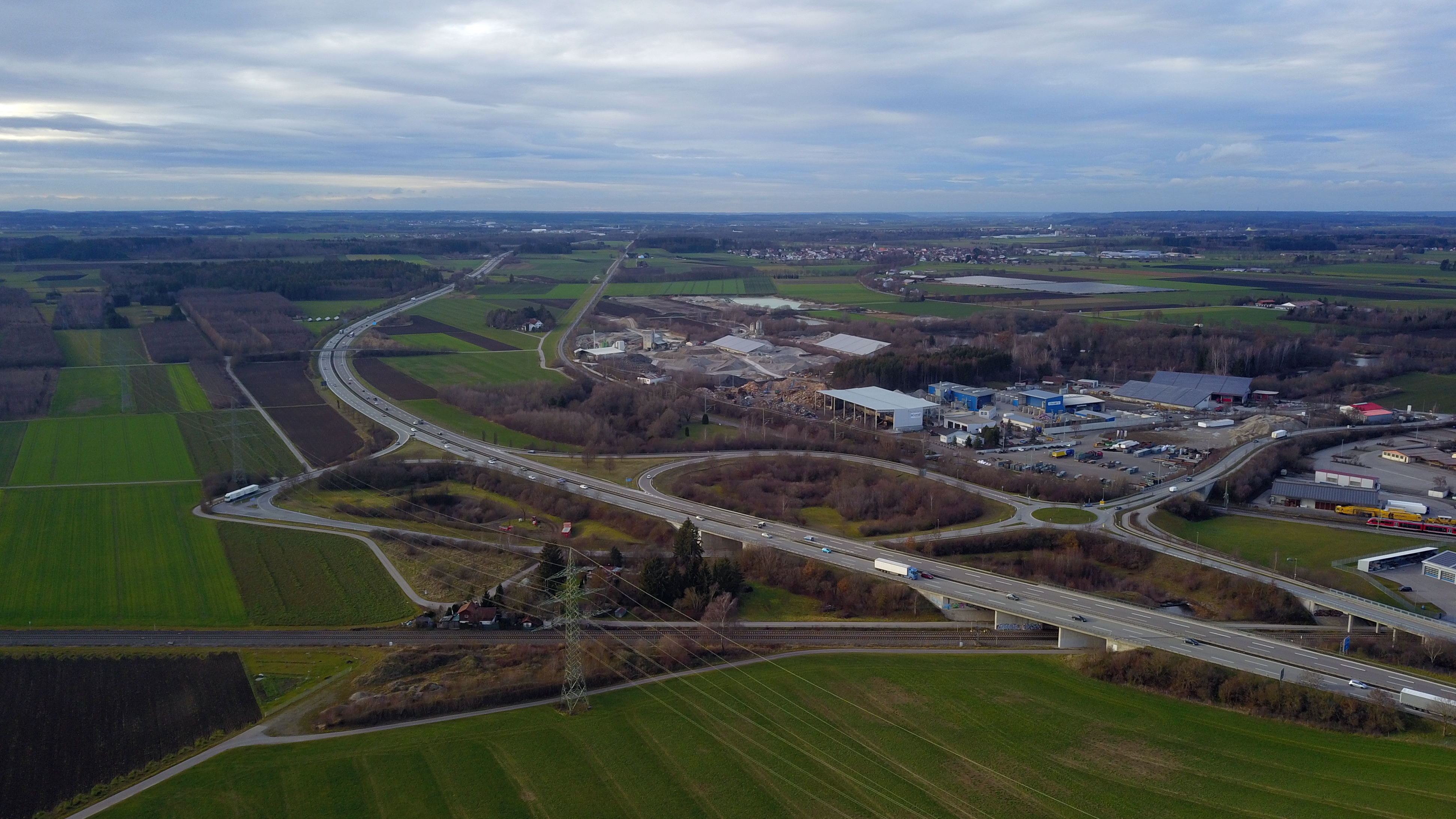
A vasútvonal az A96-os autópályát keresztezi Buchloe közelében
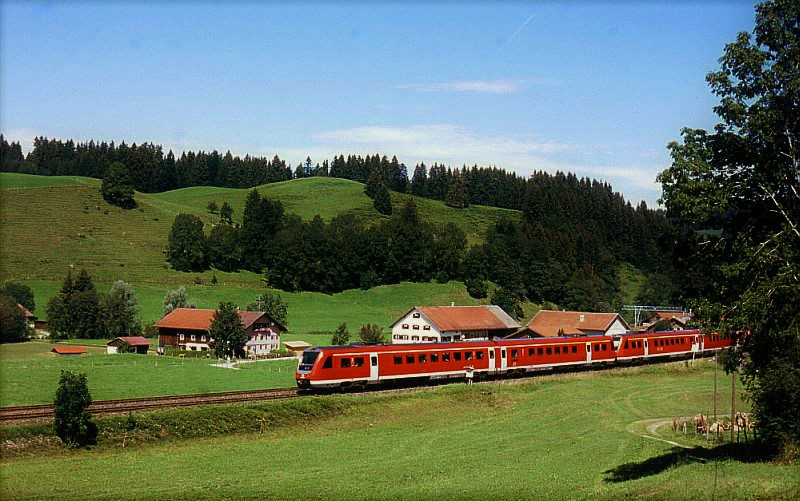
DB 612 sorozatú motorvonat a vonalon
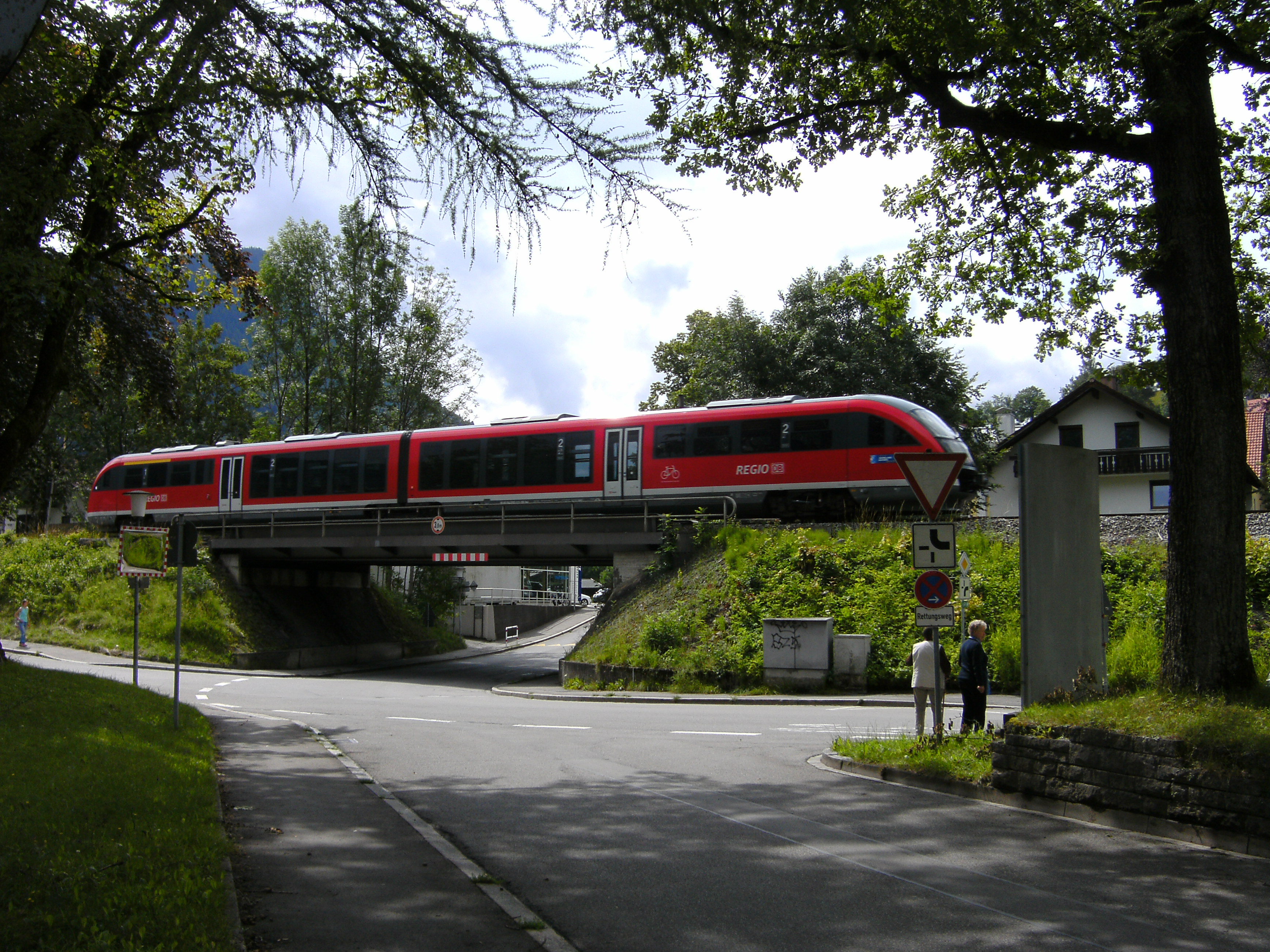
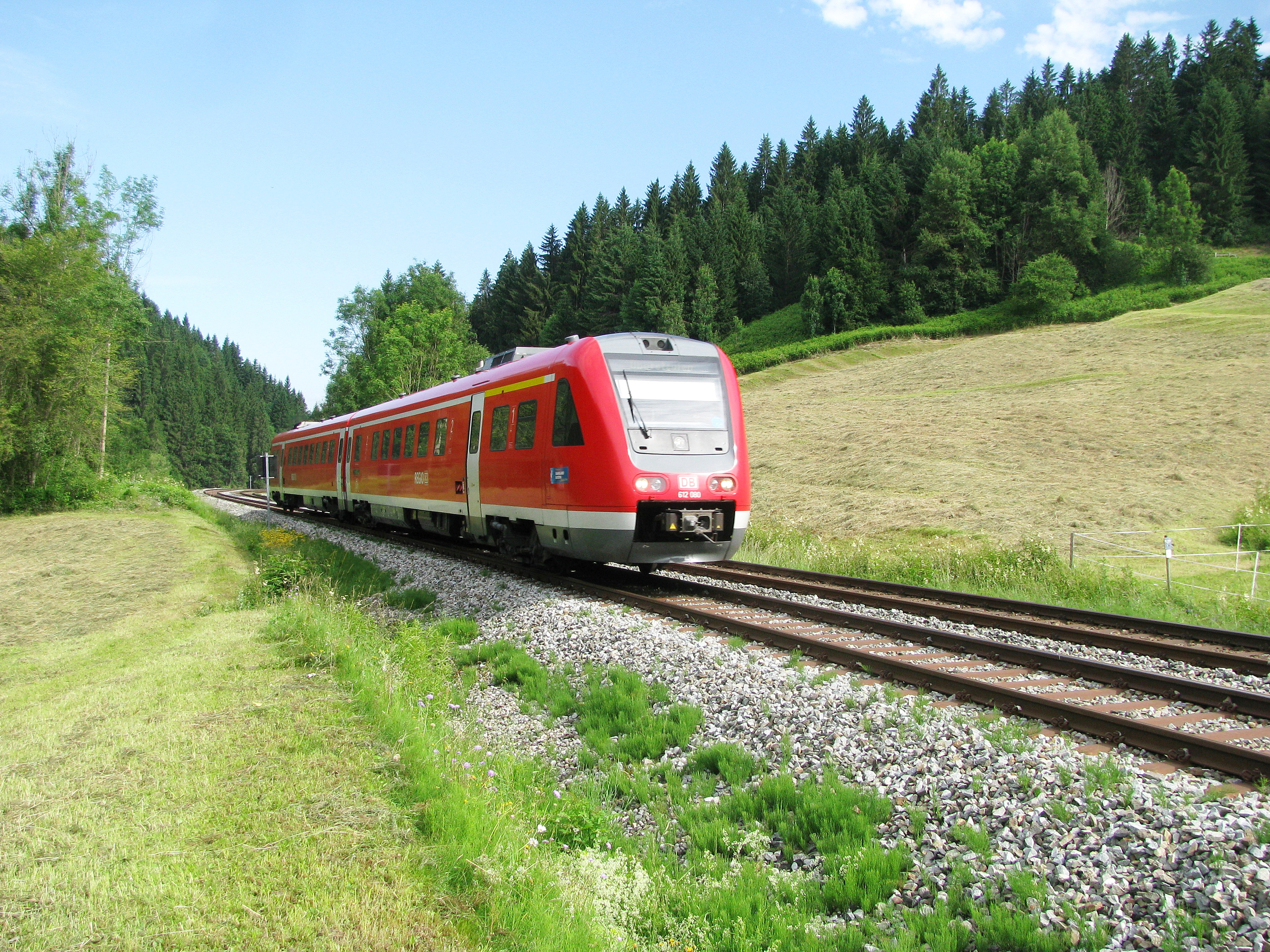